# Erannis zehrounensis
Erannis zehrounensis är en fjärilsart som beskrevs av Eugen Wehrli 1940. Erannis zehrounensis ingår i släktet Erannis och familjen mätare. Inga underarter finns listade i Catalogue of Life.